# تامی کسیدی
تامی کسیدی (انگلیسی: Tommy Cassidy؛ ۱۸ نوامبر ۱۹۵۰ – ۱ اوت ۲۰۲۴) بازیکن فوتبال اهل ایرلند شمالی بود.
از باشگاه‌هایی که وی در آنها بازی کرده‌است، می‌توان به باشگاه فوتبال گلنتوران، باشگاه فوتبال برنلی، باشگاه فوتبال آپوئل و باشگاه فوتبال نیوکاسل یونایتد اشاره کرد.
وی همچنین در تیم ملی فوتبال ایرلند شمالی بازی کرده‌است.